# Municipio Paria
Das Municipio Paria ist ein Verwaltungsbezirk im Departamento Oruro im Hochland des südamerikanischen Anden-Staates Bolivien. Mit Gesetz 2329 vom 4. Februar 2002 ist das bisherige Municipio Soracachi in Municipio Pari (auch: Paria) umbenannt worden.

## Lage im Nahraum
Das Municipio Paria ist eines von vier Municipios der Provinz Cercado und liegt im östlichen Teil der Provinz. Es grenzt im Nordwesten an das Municipio Caracollo, im Westen an das Municipio Oruro, im Südwesten an das Municipio El Choro, im Süden an die Provinz Pantaleón Dalence und im Osten an das Departamento Cochabamba.
Das Municipio hat 93 Ortschaften (localidades), der zentrale Ort des Municipios ist die Ortschaft Soracachi mit 480 Einwohnern (Volkszählung 2001) im nordöstlichen Teil des Municipios.

## Geographie
Das Municipio Paria liegt am östlichen Rand des bolivianischen Altiplano vor dem Höhenzug der Serranía de Sicasica. Das Klima ist geprägt durch ein typisches Tageszeitenklima, bei dem die Temperaturschwankungen zwischen Tag und Nacht größer sind als zwischen den Jahreszeiten.
Die Jahresdurchschnittstemperatur der Region liegt bei etwa 10 °C (siehe Klimadiagramm Oruro), wobei die Monatsdurchschnittswerte zwischen 6 °C im Juni/Juli und 14 °C im November schwanken. Der Jahresniederschlag liegt bei niedrigen 400 mm, mit einer ausgeprägten Trockenzeit von April bis November mit Monatswerten unter 20 mm und einer kurzen Feuchtezeit von Dezember bis Februar mit monatlich etwa 80 mm.

## Bevölkerung
Die Einwohnerzahl ist zwischen 1992 und 2024 um etwa ein Viertel angestiegen:
| Jahr | Einwohner | Quelle       |
| ---- | --------- | ------------ |
| 1992 | 12.603    | Volkszählung |
| 2001 | 13.978    | Volkszählung |
| 2012 | 12.788    | Volkszählung |
| 2024 | 15.675    | Volkszählung |

Der Alphabetisierungsgrad bei den über 6-Jährigen beträgt 86,0 Prozent (2001), die Säuglingssterblichkeit ist von 11,6 Prozent (1992) auf 8,9 Prozent im Jahr 2001 gesunken.
77,9 Prozent der Bevölkerung sprechen Spanisch, 93,1 Prozent sprechen Quechua, und 2,8 Prozent Aymara. (2001)
44,5 Prozent der Bevölkerung haben keinen Zugang zu Elektrizität, 87,9 Prozent leben ohne sanitäre Einrichtung. (2001)
77,0 Prozent der 3.091 Haushalte besitzen ein Radio, 32,5 Prozent einen Fernseher, 71,6 Prozent ein Fahrrad, 3,2 Prozent ein Motorrad, 8,8 Prozent ein Auto, 0,5 Prozent einen Kühlschrank, und 1,1 Prozent ein Telefon. (2001)

## Politik
Ergebnis der Regionalwahlen (concejales del municipio) vom 4. April 2010:
| Wahl- berechtigte |  | Wahl- beteiligung | gültige Stimmen |  | MAS-IPSP | F.I.C. | MSM    |
| ----------------- |  | ----------------- | --------------- |  | -------- | ------ | ------ |
| 6.766             |  | 6.086             | 4.054           |  | 2.512    | 1.078  | 464    |
|                   |  | 89,9 %            | 66,6 %          |  | 62,0 %   | 26,6 % | 11,4 % |

Ergebnis der Regionalwahlen (elecciones de autoridades políticas) vom 7. März 2021:
| Wahl- berechtigte |  | Wahl- beteiligung | gültige Stimmen |  | MAS-IPSP | BST     | UN SOL PARA ORURO | MTS    | C-A    | PP     |
| ----------------- |  | ----------------- | --------------- |  | -------- | ------- | ----------------- | ------ | ------ | ------ |
| 8.632             |  | 7.937             | 6.755           |  | 4.416    | 1.293   | 385               | 251    | 100    | 98     |
|                   |  | 91,95 %           | 85,11 %         |  | 65,37 %  | 19,14 % | 5,70 %            | 3,72 % | 1,48 % | 1,45 % |

## Gliederung
Das Municipio Paria untergliedert sich lt. Ley 2329 in die folgenden sieben Kantone (cantones):
- 04-0104-02 Kanton Paria – 18 Ortschaften – 2.590 Einwohner
- 04-0104-03 Kanton Teniente Bullaín (Sepulturas) – 6 Ortschaften – 1.089 Einwohner
- 04-0104-04 Kanton 9 de April (Thola Palca) – 24 Ortschaften – 2.346 Einwohner
- 04-0104-05 Kanton Huayña Pasto Grande – 24 Ortschaften – 4.000 Einwohner
- 04-0104-06 Kanton Soracachi – 9 Ortschaften – 1.363 Einwohner
- 04-0104-07 Kanton Iruma – 1 Ortschaft – 220 Einwohner
- 04-0104-08 Kanton Lequepalca – 11 Ortschaften – 1.180 Einwohner

## Ortschaften im Municipio Paria
- Kanton Paria
  - Paria 106 Einw.

- Kanton Teniente Bullaín
  - Huayña Pasto Chico 430 Einw. – Sepulturas 341 Einw.

- Kanton 9 de April
  - Kkullkhu Pampa 270 Einw. – Thola Pampa 127 Einw.

- Kanton Huayña Pasto Grande
  - Jatita 450 Einw. – Huayña Pasto Grande 413 Einw. – Cala Cala de Oruro 387 Einw.

- Kanton Soracachi
  - Soracachi 450 Einw.

- Kanton Iruma
  - Jachuma 220 Einw.

- Kanton Lequepalca
  - Cohani 128 Einw. – Lequepalca 105 Einw.